# Prix Vincent-Scotto
 (mai 2019).
Le prix Vincent-Scotto est une récompense remise par la SACEM chaque année depuis 1948 à la meilleure chanson « populaire »[réf. nécessaire].
Il est ainsi nommé en hommage au compositeur Vincent Scotto (1874-1952).

## Palmarès
- 1963 : Les Trompettes de la renommée, interprété par Georges Brassens
- 1965 : Enfants de tous pays, interprété par Enrico Macias
- 1967 : Viens dans ma rue, interprété par Mireille Mathieu
- 1972 : L'Amour ça fait passer le temps, interprété par Marcel Amont
- 1975 : Chez moi, interprété par Serge Lama
- 1977 : Bidon, interprété par Laurent Voulzy[1]
- 1981 : Gaby, oh Gaby, composé et interprété par Alain Bashung, paroles de Boris Bergman[2]
- 1982 : Il est libre Max, interprété par Hervé Cristiani[3]
- 1987 : Les Bêtises, interprété par Sylvain Lebel [4]
- 1988 : Étienne, composé par Vincent Bruley[5], interprété par Guesch Patti
- 1990 : Les Valses de Vienne, composé et interprété par François Feldman, paroles de Jean-Marie Moreau [6]
- 1991 : Qui a le droit ?, interprété par Patrick Bruel[7]
- 1992 : Né en 17 à Leidenstadt, interprété par Jean-Jacques Goldman[8]
- 1993 : Utile, interprété par Julien Clerc
- 1994 : Rio Grande, interprété par Eddy Mitchell[9]
- 1996 : Sous les jupes des filles, interprété par Alain Souchon[10]
- 1997 : Les Poèmes de Michelle, interprété par Teri Moïse
- 1998 : Savoir aimer, interprété par Florent Pagny
- 1999 : La Tribu de Dana, interprété par Manau
- 2000 : Tu ne m'as pas laissé le temps, interprété par David Hallyday
- 2001 : Moi... Lolita, interprété par Alizée, composé par Laurent Boutonnat[11]
- 2002 : Je n'attendais que vous, interprété par Garou
- 2003 : J'ai demandé à la lune, interprété par Indochine
- 2004 : C'est quand le bonheur ?, interprété par Cali
- 2005 : Face à la mer, interprété par Passi et Calogero
- 2006 : Et si en plus y’a personne, interprété par Alain Souchon
- 2007 : La Boulette, interprété par Diam's
- 2008 : De temps en temps, interprété par Grégory Lemarchal
- 2009 : La Robe et l'Échelle, interprété par Francis Cabrel